# Ordine militare per i servizi alla patria e al popolo
L'Ordine militare per i servizi alla patria e al popolo è stato una decorazione della Repubblica Democratica Tedesca.

## Storia
L'Oordine è stato fondato il 17 febbraio 1966 per premiare i successi militari, i risultati raggiunti nella formazione dei giovani e il rafforzamento della fratellanza d'armi con gli eserciti dei paesi socialisti.

## Classi
L'Oordine disponeva delle seguenti classi di benemerenza:
- oro
- argento
- bronzo

| Nastri |         |     |
| Bronzo | Argento | Oro |

## Insegne
- Il nastro era giallo con tre strisce marroni.